# Asjmjany rajon
Asjmjanski Rajon (vitryska: Ашмянскі Раён, ryska: Ошмянский район) är ett distrikt i Belarus. Det ligger i voblasten Hrodna voblast, i den nordvästra delen av landet, 120 kilometer nordväst om huvudstaden Minsk.